# Digitamamon
Digitamamon (japanski: デジタマモン) je fiktivni lik iz Digimon franšize koji se pojavljuje u prvoj, drugoj i četvrtoj sezoni animea. Digitamamon je Digimon na Ultra levelu koji je uglavnom sakriven u napuknutoj ljusci jajeta, izuzev para dinosaurskih nogu i dva zlatna oka koja se vide iz pukotine. U obrambene se svrhe može povući i zatvoriti unutar svoje neprobojne ljudske u kojoj, najvjerojatnije, ima beskonačno mnogo prostora (taj prostor se vidi isključivo kao crnina). Hrani se noćnim morama i energiju iz njih može preusmjeriti u opasan napad. Njegov naziv dolazi od japanskog izraza "tamago" (jap. jaje), u kombinaciji s izrazom "Digitama", što je japanski izraz za Digi-jaje.

## Pojavljivanja

### Anime

#### Digimon Adventure
Nakon što su Tai i MetalGreymon porazili Etemona i vratili se u stvarni svijet, ostatak grupe se razdvojio. Joey i Gomamon su na svom putu završili u malenom restoranu kojeg vode Digitamamon i Vegiemon. Tu su se pošteno najeli, ali nisu imali novca, pa su morali odraditi pojedeno. Ubrzo u restoran dolaze Matt i Gabumon i pristanu pomoći Joeyju kako bi se brže mogli zajedno vratiti. No, u međuvremenu, DemiDevimon podmiti Digitamamona, koji je vlasnik, kako bi zadržao obojicu što duže, a uz to im sabotira odrađeni posao i tako produžuje kaznu. Unatoč svim molbama, Digitamamon odbija pustiti djecu zbog dogovora s DemiDevimonom, a kako je jači od Gomamona i Gabumona, Matt i Joey moraju se pokoriti toj naredbi, iako Matt sve više bijesni (jer je prije toga ostavio T.K.-ja samog, obećavši mu da će brzo doći), okrivljujući Joeyja za cjelokupnu situaciju. 
Ubrzo se u restoranu pojavljuju Tai i Agumon s T.K.-jem i Patamonom i govore Mattu i Joeyju da krenu s njima. Iako Matt pristaje, još uvijek bijesan, ne želi da Joey ide s njima. Dok ga Tai pokušava urazumiti, pojavljuje se Digitamamon koji i dalje odbija pustiti djecu iz svog restorana. Tai i Agumon ubrzo krenu za DemiDevimonom koji se ponovo pojavio, ostavivši Matta i Joeyja te T.K.-ja, kojega je Vegiemon uzeo za taoca, da se sukobe s Digitamamonom. Kao Digimon na Ultra levelu, Digitamamon nema prevelikih problema s Digimonima djece i nanosi im velike ozljede, dok Vegiemon sve jače stišće T.K.-ja i tako ga guši. Joey, koji inače nije hrabar i imuplzivan, odluči riskirati kako bi spasio T.K.-ja u čemu i uspijeva, dokazujući tako Mattu kako njegove greške nisu bile namjerne i kako ga nije iskorištavao. Tada se aktivira Mattov Simbol i Garurumon Digivoluira u WereGarurumona, odnosno na svoj Ultra level. Iako Digitamamon nastavlja napadati, WereGarurumon mu je dorastao i nakon nekog vremena uspijeva odnijeti pobjedu, lansiravši Digitamamona u šumu koja se nalazila iza restorana. 

#### Digimon Adventure 02
Izabrana djeca dolaze u maleni restoran pokraj jezera gdje naruče nešto za jelo, ali se dogodi problem prilikom plaćanja. Šef restorana, Digitamamon, prihvaća samo dolare, a ne jene koje mu je nudila Joli, što izaziva nervozu i negodovanje s njene strane. Kao spas od bijesa šefa, dolaze Mimi i Palmon i njezin američki prijatelj Michael Washington sa svojim Betamonom koji plati račun umjesto Joli. U tom trenutku T.K. shvati da je Digitamamon koji vodi restoran isti onaj Digitamamon koji je još davno silio Matta i Joeyja da rade za njega (dakle, isti kao iz prve sezone). Digitamamon priznaje pogrešku, ali im objašnjava kako se s godinama promijenio i kako je sada drugačiji, odbivši, na koncu, i novac za račun. Obradovani činjenicom da se promijenio, svi nastavljaju normalnu komunikaciju izuzev vidno iziritirane Joli, koja i dalje (na temelju priča koje je čula od prve generacije djece) ne vjeruje Digitamamonu. Ubrzo se pred restoranom pojavi Gorillamon pod kontrolom Đavolje spirale koji napada djecu. Kako bi ih spasio, Digitamamon se baci pred napad, ali ubrzo biva odbačen duboko u šumu. U međuvremenu je Betamon Digivoluirao u Seadramona i bez većih poteškoća svladao Gorillamona. Dok Joli shvaća kako se prevarila u svom dojmu o Digitamamonu, ostatak se pita gdje je nestao. U tom se trenutku, iz šume, dokotrlja Digitamamon, zatvoren u svojoj ljusci i napadne djecu. Po crvenim očima vidljivo je da je u šumi pao pod utjecaj Đavolje spirale, ali, kako je ona duboko unutar njegove ljuske, djeca to ne mogu uočiti. Kada se počinje ponašati maliciozno, Mimi ga pokušava dijalogom uvjeriti kako nije zao i kako nema razloga za takvo ponašanje, na što je ovaj samo napadne. Taj čin izazove bijes u Joli, bijes koji je potaknuo iskrenu reakciju koja je dozvala Digi-jaje Iskrenosti. Hawkmon Digivoluira u Shurimona i uz pomoć Nefertimona i Pegasusmona uspije pogoditi Digitamamona u šupljinu. Uspio je tako uništiti Đavolju spiralu koja je zapela unutar ljuske i vratiti Digitamamona na izvorno stanje. 
Tijekom kasnije potrage za Svetim kamenjem, djeca dolaze u industrijsku regiju u kojoj se nalazi maleni kineski restoran. Omamljeni ugodnim mirisom juhe s rezancima, djeca odlaze do restorana u kojem nailaze na Arukenimon i Mummymona. Naime, njih su dvoje, tijekom ranije potrage za BlackWarGreymonom također naišli na restoran i željeli kušati juhu. Tijekom jela su od Tapirmona i Digitamamona pokušali saznati tajni sastojak, ali je Digitamamon bio neumoljiv, tvrdeći kako se radi o poslovnoj tajni. U trenutku kada djeca uđu i vide Digitamamona, Davis začuđeno izjavi kako nije znao da vodi i kineski restoran. Digitamamon tada objasni kako je on zapravo rođak "prvog" Digitamamona (u engleskoj se verziji radi o istom Digitamamonu) i kako mu je ovaj dosta napričao o njima, ali njegov govor prekine Arukenimon i započinje borbu s djecom. Tijekom konflikta, Digitamamon i Tapirmon izjure iz restorana i počinju vikati "Provala!", bježeči u nepoznatom smjeru. Arukenimom i Mummymon krenu za njima kako bi saznali tajni sastojak i tako prekidaju borbu. Djeca se u međuvremenu sama pogoste, a Arukenimon i Mummymon dolaze do izvora kineske juhe s rezancima. Ubrzo ih napadaju Digitamamon i Tapirmom i obore Mummymona, zabranjujući im da piju iz izvora zbog kletve koja stoji na drvenoj tabli. Nakon što Mummymon ustvrdi kako sada mora piti iz principa, bez većih problema omota dvojicu zaštitnika izvora u svoje zavoje i lansira ih u šumu. Mummymonovo kušanje aktivira Sveti kamen koji ispliva iz dna izvora, što dozove BlackWarGreymona koji ih uništava. Iako djeca brane kamen, nemaju na koncu BlackWarGreymon uspije. Digitamamon i Tapirmon nakratko interveniraju u borbu kada blokiraju Mummymonov napad na djecu i napadnu njega i Arukenimon. Vidimo ih, kasnije, kako se u šumi bore s njima, ali na koncu ih ovi uspiju svladati i donijeti natrag do izvora gdje ih ostavljaju te na koncu bježe. Tapirmon i Digitamamon su se oporavili. 
Specifičnost engleske sinkronizacije je ta da je Derek Stephen Prince, koji je posudio glas Digitamamonu, imitirao slavnog glumca Petera Lorrea.

#### Digimon Frontier
Digitamamon se pojavljuje na nekoliko mjesta u ovoj sezoni, iako su njegova pojavljivanja svedeni na cameo nastupe. Nakratko se pojavio u Selu Proroka, a kasnije je na Tržnici u Akibi pokušao pomoći J.P.-ju pronaći Toucanmone, ali bez uspjeha. Može ga se i vidjeti prilikom evakuacije Tržnice među brojnim Digimonima koji ulaze u Trailmone kako bi ih se prevelo na sigurno.

### Igre

#### Digimon Adventure: Anode/Cathode Tamer
Digitamamon je varijabilni Digimon koji smanjuje protivnički AP.

#### Digimon Adventure 02: Tag Tamers
Digitamamon se nalazi kao vođa jednog od Jogress Rooma u kojima se odvija DNA Digivolucija. 
Pojavljuje se i kao normalni neprijatelj u Millenniummon's Continent Overworld i u Ryovoj strani Despair Servera.

#### Digimon Tamers: Brave Tamer
Karta s likom Digitamamona, naslovljena "Recovery FD", je Rank 4 karta koja oživi jednog Digimona sa 100HP.

#### Digimon World
Digitamamon Digivoluira iz Nanimona, a divlji primjerak može se pronaći u regiji Mt. Infinity nakon što igrač pobijedi Analogmana. Ima maksimalmi mogući HP, koji iznosi 9,999. Kada ga igrač jednom pridobije, postane kuhar u restoranu. 

#### Digimon World 2
Digitamamon Digivoluira iz Starmona i Wizardmona, a dalje Digivoluira u SaberLeomona. Pojavljuje se i kao jedan od boss Digimona u Drive Domainu, tijekom drugog napada Krvavih vitezova.

#### Digimon World 3
Digitamamon je opcionalna Digivolucija za svakog partnera, ali nužno je zadovoljiti određene uvjete, koji variraju od Digimona do Digimona. Ako DNA Digivoluira s WarGrowlmonom, nastat će MegaGargomon i napasti sa svojim napadom. Pojavljuje se i kao smeđa Ultra karta sa statistikom 22/26.

#### Digimon Digital Card Battle
Digitamamon pripada skupini Rijetkih karata na Ultra levelu. Ima 1810HP, a napadi su mu 800, na krugu, 540, na trokutu i 300, na križiću.

#### Digimon World DS
Digitamamon se može dobiti jedino uzgajanjem i pucanjem Digi-jajeta dobivenog spajanjem dva Digimona s istim nadimcima. Ovisno o statusu, može Digivoluirati u BlackImperialdramona. 

#### Digimon Racing
Digitamamoni su pokretne prepreke koje se pojavljuju na stazi Jungle Ruins.

#### Digimon World Dawn/Dusk
Digitamamon Digivoluira iz ShellNumemona, a dalje može Digivoluirati u Lampmona ili Devitamamona. Može ga se pronaći u regiji Thriller Ruins.

## Sposobnosti
- Noćna mora (Nightmare Syndrome) - na protivnika ispali snažan mlaz negativne energije koji ih zatoči u vječnoj noćnoj mori
- Dvostruka noćna mora (Double Nightmare Syndrome) - kombinira svoj napad s onim Tapirmona kako bi bio dvostruko jači
- Enigma (Hyper Flashing) - ispusti svjetlost dok mu iz ljuske svijetli Sveta energija
- Hiperblic - zatvori se u ljusku i nevjerojatnom brzinom napadne svog protivnika
- Jajolike bombe - na protivnike lansira jajolike projektile

## Zanimalje
- Digitamamon je jedan od nekolicine Digimona koji je posjedovao svoj vlastiti restoran. Kao vlasnik se pojavio u prvoj, drugoj (čak dva puta - dva rođaka vodila su dva različita restorana) i četvrtoj sezoni.
- Jedan je rijetkih vrsta Digimona za kojeg se zna da su dva primjerka u međusobnom srodstvu. Digitamamon iz prve sezone dalji je rođak Digitamamona koji je u drugoj sezoni vodio kineski restoran.

## Vanjske poveznice
Digitamamon na Digimon Wiki